# Stazione di Pisani
Stazione di Pisani vasútállomás Olaszországban, Nápoly településen.

## Vasútvonalak
Az állomást az alábbi vasútvonalak érintik:
- Circumflegrea-vasútvonal

## Kapcsolódó állomások
A vasútállomáshoz az alábbi állomások vannak a legközelebb:
- Stazione di Quarto Centro (Stazione di Licola, Circumflegrea-vasútvonal)
- Stazione di Pianura (Stazione di Montesanto (SEPSA), Circumflegrea-vasútvonal)